# Incudine
Incudine is een gemeente in de Italiaanse provincie Brescia (regio Lombardije) en telt 427 inwoners (31-12-2004). De oppervlakte bedraagt 20,2 km², de bevolkingsdichtheid is 23 inwoners per km².

## Demografie
Incudine telt ongeveer 194 huishoudens. Het aantal inwoners daalde in de periode 1991-2001 met 5,6% volgens cijfers uit de tienjaarlijkse volkstellingen van ISTAT.
| Jaar | Inwoneraantal |
| ---- | ------------- |
| 1991 | 478           |
| 2001 | 451           |

## Geografie
Incudine grenst aan de volgende gemeenten: Edolo, Monno, Vezza d'Oglio.

## Externe link

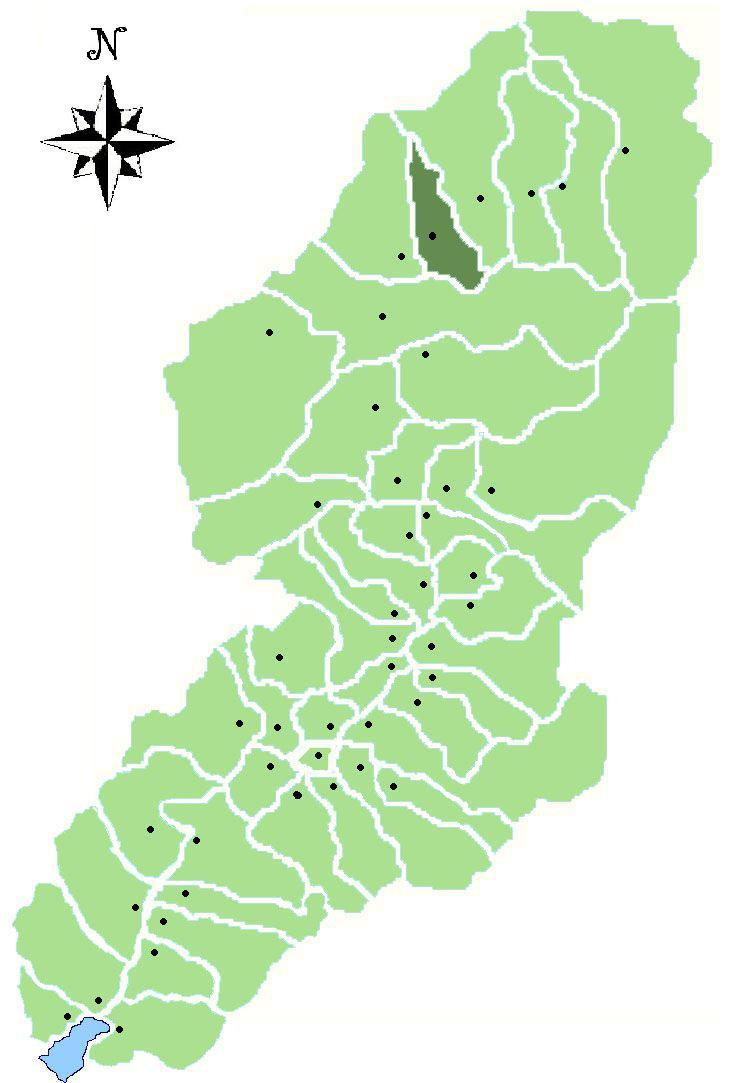
Incudine's land in Valle Camonica